# 패왕전 (바둑)
패왕전(覇王戰)은 서울신문에서 1966년에 창설한 대한민국의 바둑 기전이다. 국수전, 최고위전에 이은 국내에서 3번째로 오래된 기전이다. 1998년까지 서울신문사가 주최하여 1년 중단으로 주최사를 대한매일신보사로 변경하여 이후 2003년 37기를 끝으로 후원사인 국민카드의  국민은행으로 흡수합병의 내부 문제로 잠정 중단되었다.

## 대회 개요
- 주최: 서울신문(舊 대한매일)
- 후원: 국민카드
- 기전 규모: 1억 4천5백만원
  - 우승 상금: 2천 5백만원.

대국규정
- 제한시간 : 예선 본선 각 4시간, 도전기 각 5시간.
- 덤 : 5집반
- 진행방식: 예선을 거친 16명이 본선 토너먼트로 도전자를 결정한다(35기까지), 2001년부터 예선을 거쳐 20명의 본선진출자를 가리며, 연승전 방식으로 2연승 이상자가 결선 토너먼트를 치르는 방식이다. 결승 3번기로 도전자를 가려 전기 패왕과 최종적으로 도전 5번기를 벌인다.

## 역대 우승자
(*)는 도전자 
| 회수 | 연도 | 우승             | 전적  | 준우승              |
| ---- | ---- | ---------------- | ----- | ------------------- |
| 1    | 1959 | (故)조남철 七단  | 1 - 0 | 김명환              |
| 2    | 1960 | (故)조남철 七단  | 1 - 0 | 조상연(*)           |
| 3    | 1961 | (故)조남철 七단  | 1 - 0 | (故)김태현(*)       |
| 4    | 1962 | (故)조남철 七단  | 1 - 0 | 이창세(*)           |
| 5    | 1964 | (故)정창현       | 1 - 0 | 윤기현              |
| 6    | 1965 | (故)김인 七단(*) | 1 - 0 | (故)정창현          |
| 7    | 1967 | (故)김인 七단    | 1 - 0 | (故)강철민(*)       |
| 8    | 1968 | (故)김인 七단    | 3 - 1 | (故)강철민(*)       |
| 9    | 1969 | (故)김인 七단    | 3 - 1 | 김재구(*)           |
| 10   | 1970 | (故)김인 七단    | 3 - 0 | (故)조남철 八단(*)  |
| 11   | 1971 | (故)김인 七단    | 3 - 0 | 윤기현 七단(*)      |
| 12   | 1976 | (故)김인 八단    | 3 - 2 | 윤기현 七단(*)      |
| 13   | 1977 | 조훈현 七단(*)   | 3 - 1 | (故)김인 八단       |
| 14   | 1978 | 조훈현 七단      | 3 - 0 | (故)김인 八단(*)    |
| 15   | 1979 | 조훈현 八단      | 3 - 0 | (故)하찬석 七단 (*) |
| 16   | 1980 | 조훈현 八단      | 3 - 0 | 강훈(大) (*)        |
| 17   | 1981 | 조훈현 八단      | 3 - 1 | 강훈(大) (*)        |
| 18   | 1982 | 조훈현 九단      | 3 - 0 | 서봉수 七단 (*)     |
| 19   | 1983 | 조훈현 九단      | 3 - 0 | 서봉수 八단 (*)     |
| 20   | 1984 | 조훈현 九단      | 3 - 0 | 강훈(大) 五단 (*)   |
| 21   | 1985 | 조훈현 九단      | 3 - 1 | 서봉수 八단 (*)     |
| 22   | 1986 | 조훈현 九단      | 3 - 1 | 서봉수 八단 (*)     |
| 23   | 1987 | 조훈현 九단      | 3 - 0 | 양재호 五단 (*)     |
| 24   | 1988 | 조훈현 九단      | 3 - 0 | 이창호 三단 (*)     |
| 25   | 1989 | 조훈현 九단      | 3 - 0 | 오규철 三단 (*)     |
| 26   | 1990 | 조훈현 九단      | 3 - 0 | 장수영 八단 (*)     |
| 27   | 1992 | 조훈현 九단      | 3 - 0 | 서능욱 九단 (*)     |
| 28   | 1993 | 조훈현 九단      | 3 - 1 | 윤성현 四단 (*)     |
| 29   | 1994 | 이창호 六단 (*)  | 3 - 1 | 조훈현 九단         |
| 30   | 1995 | 이창호 七단      | 3 - 1 | 유창혁 六단 (*)     |
| 31   | 1996 | 조훈현 九단 (*)  | 3 - 2 | 이창호 七단         |
| 32   | 1997 | 조훈현 九단      | 3 - 1 | 유창혁 九단 (*)     |
| 33   | 1998 | 조훈현 九단      | 3 - 2 | 이성재 四단 (*)     |
| 34   | 2000 | 조훈현 九단      | 2 - 1 | 이성재 四단 (*)     |
| 35   | 2001 | 이창호 九단 (*)  | 3 - 1 | 조훈현 九단         |
| 36   | 2002 | 이창호 九단      | 3 - 0 | 안조영 七단 (*)     |
| 37   | 2003 | 유창혁 九단 (*)  | 3 - 0 | 이창호 九단         |

| 바둑 기사 | 우승 연도                        | 비고                                |
| --------- | -------------------------------- | ----------------------------------- |
| 조남철    | 1959년 - 1962년                  | 4연패(1기-4기)                      |
| 정창현    | 1964년                           |                                     |
| 김인      | 1965년 - 1976년                  | 7연패(6기-12기)                     |
| 조훈현    | 1977년 - 1993년, 1996년 - 2000년 | 16연패(13기-28기), 4연패(31기-34기) |
| 이창호    | 1994년 - 1995년, 2001년 - 2002년 |                                     |
| 유창혁    | 2003년                           |                                     |